# 陳忠 (外交官)

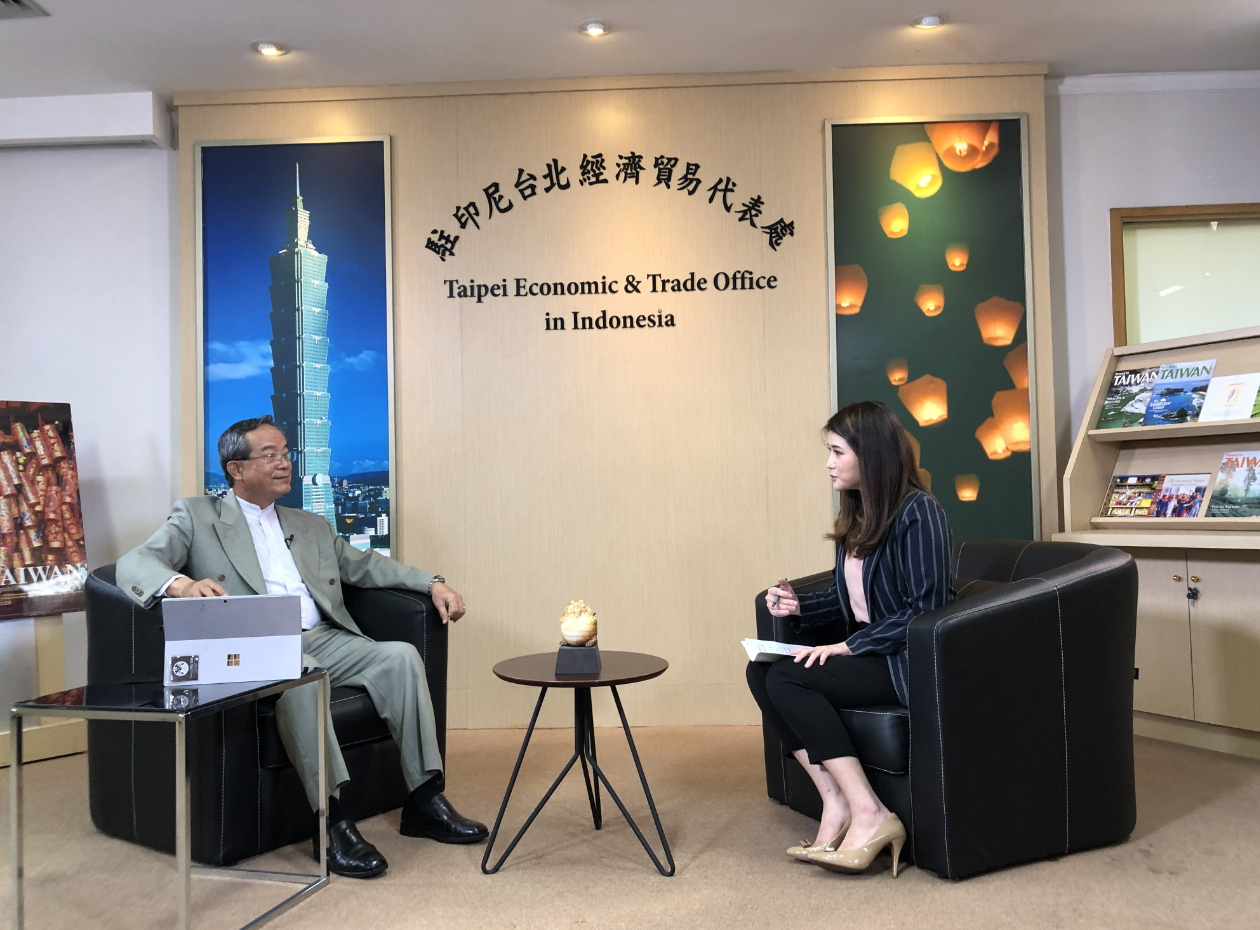
2022年9月，駐印尼代表陳忠於代表處接受CNN印尼頻道專訪。

陳忠（1953年—），臺灣省彰化縣人，中華民國外交官、政府官員。畢業於淡江大學英文學系學士，外交生涯從1981年開始，曾任駐新加坡代表處秘書、外交部國際組織司長、駐紐約臺北經濟文化辦事處副處長、駐邁阿密臺北經濟文化辦事處長、北美事務協調委員會秘書長、駐紐西蘭臺北經濟文化辦事處代表、駐聖多美普林西比大使、外交部東部辦事處長、外交部南部辦事處長、駐南非共和國臺北聯絡代表處大使銜代表、駐印尼台北經濟貿易代表處大使銜代表等職務。

## 職業生涯
2016年6－8月，駐南非代表陳忠4度前往肯亞處理台灣人涉嫌電信詐騙犯罪事宜，為阻止肯亞將嫌犯遣送至中華人民共和國，曾徹夜守在肯亞警察局，也訴諸當地媒體、爭取國際特赦組織等人權團體協助。並寫信給肯亞外交部長穆罕默德，首先以代表「台灣政府」（the government of Taiwan），向肯亞政府表達遵循法院判決，將5名台灣人送回台灣，其次再聲明「我強烈敦促肯亞當局，尊重法律，執行附件所附的判決書，釋放5名台灣國籍人士，並送回台灣。」
2016年12月21日，聖多美普林西比與中華民國斷交，曾於2008－2012年擔任駐聖普大使的陳忠表示，聖普和台灣的邦交一直起起伏伏，當年就傳出有斷交危機，所以他才從駐紐西蘭代表被調派至聖普捍衛邦交。並表示台灣提供聖普全面、永續性的協助，聖普和台灣交往若只講金錢，不如割袍斷義。
2019年6月15日，印尼中蘇拉威西省於2018年9月受到地震與海嘯重創，由中華民國政府及人民捐款興建的伊斯蘭活動中心舉行動土典禮，印尼副總統當選人安明、駐印尼代表陳忠等人應邀出席。